# دالي فريتز
دالي فريتز (بالإنجليزية: Dale Fritz)‏ هو لاعب دوري الرغبي أسترالي، ولد في 18 نوفمبر 1969 في أستراليا.